# Свербетов, Григорий Игнатьевич
Григорий Игнатьевич Свербетов (род. 3 апреля 1939, Одесса) — советский легкоатлет, специалист по бегу на короткие дистанции. Выступал за сборную СССР по лёгкой атлетике в середине 1960-х годов, победитель и призёр первенств всесоюзного значения, участник летних Олимпийских игр в Токио. Представлял Вооружённые силы, Одессу и Москву.

## Биография
Григорий Свербетов родился 3 апреля 1939 года в Одессе, Украинская ССР.
Впервые заявил о себе на взрослом всесоюзном уровне в сезоне 1959 года, когда в составе команды Украинской ССР выиграл серебряную медаль в эстафете 4 × 400 метров на чемпионате страны в рамках II летней Спартакиады народов СССР в Москве.
В 1961 году с командой Москвы одержал победу в эстафете 4 × 400 метров на чемпионате СССР в Тбилиси.
На чемпионате СССР 1962 года в Москве стал серебряным призёром в беге на 400 метров, уступив только Вадиму Архипчуку.
В 1963 году на чемпионате страны в рамках III летней Спартакиады народов СССР в Москве вновь финишировал вторым позади Архипчука в дисциплине 400 метров, в эстафете 4 × 400 метров с московской командой так же получил серебро.
На чемпионате СССР 1964 года в Киеве, представляя Вооружённые силы, одержал победу в эстафете 4 × 400 метров. Благодаря этому удачному выступлению удостоился права защищать честь страны на летних Олимпийских играх в Токио — в беге на 400 метров дошёл до стадии четвертьфиналов, тогда как в эстафете 4 × 400 метров занял итоговое седьмое место.
После токийской Олимпиады Свербетов ещё в течение некоторого времени оставался действующим спортсменом и продолжал принимать участие в различных всесоюзных турнирах. Так, в 1965 году на чемпионате СССР в Алма-Ате он с личным рекордом 46,7 выиграл серебряную медаль на дистанции 400 метров и победил в эстафете 4 × 400 метров.
В 1966 году на чемпионате СССР в Днепропетровске в беге на 400 метров превзошёл всех соперников и завоевал золото. Попав в основной состав советской национальной сборной, выступил на чемпионате Европы в Будапеште, где дошёл до полуфинала в дисциплине 400 метров и остановился на предварительном квалификационном этапе в эстафете 4 × 400 метров.